# دان اند بردستریت
دان اند بردستریت (انگلیسی: Dun & Bradstreet) شرکت خدمات حرفه‌ای آمریکایی است، که در سال ۱۸۴۱ تأسیس شد.